# Cristales
El Cristales o Gabizo-Cristales és una muntanya de 2.893 metres que es troba a la província d'Osca (Aragó).